# Меннеке, Фридрих
Фридрих Вильгельм Генрих Меннеке (нем. Friedrich Wilhelm Heinrich Mennecke; 6 октября 1904, Фреден, Германская империя — 28 января 1947, Буцбах, американская зона оккупации Германии) — немецкий врач, участвовавший в нацистской программе эвтаназии T-4 и акции 14f13, гауптштурмфюрер СС. 

## Биография
Фридрих Меннеке родился 6 октября 1904 года в семье каменотёса Карла Меннеке. С 1911 по 1914 год ходил в народную школу во Фредене. В 1914 году перешел в гимназию в Альфельде. С 1920 посещал гимназию в Айнбекке, которую окончил в 1923 году, сдав экзамен на аттестат зрелости. После окончания школы учился коммерции, полтора года работал в фирме Deutschen Spiegelglas AG во Фредене и впоследствии работал экспортером в той же компании.
В октябре 1927 года поступил на медицинский факультет университет Гёттингена. С 1929 по 31 мая 1930 года учился в Марбургском университете. Вернувшись в Гёттинген, закончил обучение: 28 апреля 1934 года сдал медицинский экзамен, а 11 мая 1934 года получил докторскую степень, защитив диссертацию на тему «Гемосидериновые узелки на эпикарде». В дальнейшем проходил стажировку в хирургической больнице  Гёттингена, городской больнице в Пайне, лечебнице в Гёттингене, университетской клинике во Франкфурте-на-Майне. 
В Гёттингене познакомился с Евой Велан, на которой женился 4 июня 1937 года. Брак был бездетным.
1 мая 1932 года вступил в НСДАП (билет № 1095280). 1 мая 1932 года был зачислен в ряды СС (№ 142813). 1 июля 1935 года устроился на работу ассистентом в окружную больницу Бад-Хомбурга. С 1 января 1936 года работал в лечебнице Айхберг в Эльтвилле-ам-Райне. 22 января 1938 года стал старшим врачом, 30 января 1939 года — главврачом и затем директором лечебницы Айхберг. После начала Второй мировой войны служил военврачом на Западном фронте. 
С 1 февраля 1937 года служил в качестве адъютанта врача СС в оберабшните СС в Висбадене. В октябре 1940 года ему было присвоено звание гауптштурмфюрера СС. 
1 февраля 1940 года Меннеке была предоставлена отсрочка от военной службы по инициативе IG Farben для продолжения исследований, проводившиеся в Айхберге с лета 1939 года с мышьяково-бензольным препаратом с завода IG Farben. 8 февраля 1940 года принял участие во встрече восьми-десяти врачей в особняке Колумбус-хаус в Берлине. На этой встрече Виктор Брак из имперской канцелярии объяснил, что уничтожение «недостойных жизни» было решено «приказом фюрера» и что для этой программы ищут экспертов. Меннеке, как и все присутствовавшие врачи, согласился принять в ней участие. Планирование и подготовка к программе Т4 велись уже с июля 1939 года. В январе 1940 года в центрах убийств в Графенеке и Бранденбурге начались убийства душевно больных и инвалидов.
Задача Меннеке заключалась в том, чтобы на основании заполнения регистрационного бланка помогать принимать решения об отборе пациентов для убийства. В заполненной анкете он ставил либо «красный плюс», что означало необходимость умерщвления, либо «синий минус» — решение оставить в живых. Окончательное решение принимали главные эксперты. Бланки отчетов присылались по почте из берлинской штаб-квартиры и заполнялись Меннеке. По его собственным данным, он подготовил около 7000 «экспертных заключений» и предложил для уничтожения около 2500 пациентов.
Меннеке входил в состав медицинских комиссий, которые заполняли или проверяли регистрационные бланки в учреждениях. Он также принимал участие в отборах при закрытии больницы Бедбург-Хау в период с 26 февраля по 4 марта 1940 года. В июне 1940 года был членом медицинской комиссии в Австрии, отбиравшей больных для уничтожения в центре Хартхайм.
В ноябре 1940 года Меннеке узнал на встрече в Берлине, что учреждение в Хадамаре будет превращено в центр смерти. В период с января по август 1941 года 784 пациента из Айхберга и еще 1487 больных из другого учреждения были переведены в Хадамар и там уничтожены. По его собственному рассказу, Меннеке однажды наблюдал через маленькое окошко за смертью больных в газовой камере в Хадамаре.
В марте 1941 года акция 14f13 была распространена на узников концлагерей: врачи отбирали в концлагерях заключённых, которых затем уничтожали газом в центрах уничтожения. Меннеке участвовал в первых известных отборах в концлагере Заксенхаузен зимой 1941/1942 года. По собственным словам, он  участвовал в отборах в концлагерях Освенцим, Дахау, Нойенгамме, Бухенвальд и Гросс-Розен. Для отбора акции 14f13 использовались регистрационные формы, уже применявшиеся в рамках программы T-4, но заполненные лишь частично. В случае с заключенными концлагеря Бухенвальд Меннеке не ставил медицинских диагнозов, а переносил в регистрационные листы причины ареста из личных дел заключенных.
Параллельно с программой T-4 имперская канцелярия осуществляла убийства детей, родившихся инвалидами. Для этого в отдельных больницах создавались так называемые детские специализированные отделения, где дети в основном погибали от передозировки лекарств. Руководителем имперского комитета был Ганс Хефельман. В начале 1941 года он прибыл в лечебницу Айхберг для обсуждения вопроса о создании «детского специализированного отдела». Заместитель Меннеке, старший врач Вальтер Шмидт, возглавил это отделение. Убийство детей происходило после некоторого периода наблюдения, как только было получено «разрешение на лечение» от имперского комитета из Берлина. Меннеке вел переписку с комитетом и обсуждал убийство детей со своим старшим врачом Шмидтом, если тот присутствовал в его учреждении. К концу войны в учреждении Айхберг умерло 430 детей в возрасте до 10 лет. Некоторые из этих детей ранее были обследованы в рамках исследовательского проекта в психиатрической университетской клинике Гейдельберга под руководством Карла Шнайдера. Убийство детей было концептуально спланировано; мозг детей после их смерти должен был быть отправлен в Гейдельберг для исследования. Количество убитых детей в рамках этого «исследовательского проекта» варьируется: есть предположение, что было убито 110 детей; гейдельбергская исследовательская группа пришла к выводу, что был убит 21 ребенок, но из-за трудностей со связью и транспортом в конце войны мозг был отправлен в Гейдельберг только три раза.
18 января 1943 года Меннеке был мобилизован в вермахт и отправлен в военный госпиталь в Меце. С марта 1943 года служил военврачом в 282-м батальоне связи в Дюнкерке. В апреле 1943 года это подразделение было переброшено в Харьков на Украине на Восточном фронте. Там в августе 1943 года Меннеке заболел болезнью Грейвса. До апреля 1944 года лечился в госпитале, потом был направлен в резервный госпиталь в Бюле в качестве врача-невропатолога. В июле 1944 года у Меннеке был диагностирован туберкулез легких. Для лечения он был направлен в госпитали в Санкт-Блазиене, Эбербахе и Бойроне. С марта 1945 года снова работал невропатологом в военном госпитале, после чего опять заболел туберкулезом. 
После окончания войны Меннеке до июня 1945 года находился во французскому плену в Вюртемберге. Осенью 1945 года переехал к своей матери во Фреден. Здесь он смог жить незаметно вместе со своей женой. Меннеке был арестован весной 1946 года, когда хотел устроиться на работу в лагерь для беженцев на территории бывшего концлагеря Моринген.
На допросах он первоначально заявил, что не знал об истинной цели своей экспертной деятельности в рамках программы Т-4. 2 ноября 1946 года он заявил:
Теперь, когда я все тщательно обдумал в тишине своей камеры в течение долгих месяцев предварительного заключения, а также достаточно отстранился от событий как таковых, я чувствую необходимость объяснить, что истинную цель «плановой экономической работы» я узнал еще в 1940 году.
На процессе, начавшемся 2 декабря 1946 года в земельном суде Франкфурта-на-Майне, судили Фридриха Меннеке, старшего врача Вальтера Шмидта и четырех медработников. 21 декабря 1946 года Меннеке был приговорен к смертной казни «за убийство в неустановленном количестве случаев», поскольку он «в качестве соучастника участвовал в массовых убийствах в рамках так называемой программы эвтаназии». Меннеке подал апелляцию.
16 и 17 января 1947 года Меннеке выступал в качестве свидетеля на Нюрнбергском процессе над врачами, где давал показания против Виктора Брака. Меннеке, назвавший себя в Нюрнберге «тяжелобольным пациентом», «физически чрезвычайно слабым и немощным» умер 28 января 1947 года в тюрьме Буцбах, еще до рассмотрения апелляции и вступления в законную силу смертного приговора. Возможной причиной смерти считается плохое общее состояние в результате туберкулеза.